# Превентивні заходи в страхуванні

## Визначення
Превентивні заходи в страхуванні (preventive measures in insurance) сукупність здійснюваних страховиком або за його рахунок заходів, пов'язаних з попередженням або зниженням руйнівного впливу можливих страхових випадків [1].
Превентивна діяльність страховика полягає у здійсненні комплексу заходів, спрямованих на попередження або зменшення наслідків негативних подій [2]. 

## Основна мета превентивних заходів в страхуванні
основною метою превентивних заходів при комерційному страхуванні є підвищення ефективності страхування з метою отримання доходу. У практиці  страхування використовуються різні методики оцінки економічної ефективності попереджувальної діяльності страхових компаній, що базується на статистичних даних та експертних оцінках. Превентивний захід розглядається як ефективний, якщо з його проведенням очікується зменшення компенсаційних виплат страхової організації. Тому як превентивні заходи страховики розглядають аудит та моніторинг сфери перебування об’єкта страхування. Ці заходи, спрямовані на виявлення несприятливих ситуацій і відповідно винуватців, до яким може бути застосований регресний позов, а також діяльність, що забезпечує зниження збитку і необхідність її компенсації потерпілим. Все це відповідає інтересам страхової компанії [2].

## Превентивна (запобіжна, попереджувальна) функціястрахування
полягає у створенні умов, що забезпечують зниження рівня ризику та збитків, зумовлених цими ризиками. Ця функція зумовлена специфікою економічних відносин, що виникають між страхувальником і страховиком. Оскільки страховик бере відповідальність за збитки, зумовлені реалізованим ризиком страхувальника, то він (страховик) зацікавлений у створенні умов для запобігання реалізації ризику, щоб обмежити збитки. У зв'язку з цим страховик стимулює страхувальника (через розмір тарифів на страхові послуги або рівень відшкодування збитків) здійснювати запобіжні заходи щодо можливості виникнення та поширення нещасних випадків, вразливих для життя та здоров'я страхувальників (дотримання правил техніки безпеки, протипожежних заходів, локалізація поширення інфекції тощо), а також умов, що стосуються майнових інтересів страхувальників, пов'язаних із виникненням пожежі, вибуху, руйнації, втрати споживних властивостей товару і т. ін [3].
Заходи страховика щодо попередження страхового випадку і мінімізації збитку носять назву превенції. З цією метою страховик створює окремий фонд превентивних заходів. Витрати страховика на попереджувальні заходи доцільні, так як дозволяють страховику суттєво зекономити грошові кошти на виплату страхового відшкодування [3].
До правової превенції належать передбачені чинним законодавством або договорами страхування застереження, згідно з якими страхувальник повністю або частково позбавляється страхових відшкодувань. Фінансова превенція полягає в тому, що частина страхових премій спрямовується на фінансування превентивних заходів (придбання медикаментів для боротьби з інфекційними захворюваннями с/г тварин, людей, фінансування заходів із запобігання дорожньо-транспортним пригодам і т. ін.) [4].

## Фінансові преференції щодо превентивної функції в страхуванні
це надання пільг при сплаті страхових премій тим страхувальникам, які здійснили витрати на запобіжні заходи щодо обмеження умов настання та поширення страхових ризиків (подій) [3].